# 浅井站
淺井站（日语：／ Asai eki */?）曾經是一個位於熊本縣上益城郡甲佐町，屬於熊延鐵道的鐵路車站（廢站）。

## 相鄰車站
熊延鐵道
熊延鐵道線
下早川－淺井－甲佐